# Dysschema lycaste
Dysschema lycaste là một loài bướm đêm thuộc phân họ Arctiinae, họ Erebidae.